# Marcusenius monteiri
Marcusenius monteiri är en fiskart som först beskrevs av Günther, 1873.  Marcusenius monteiri ingår i släktet Marcusenius och familjen Mormyridae. IUCN kategoriserar arten globalt som livskraftig. Inga underarter finns listade i Catalogue of Life.